# Voo Indian Airlines 171
O Voo Indian Airlines 171 foi um Caravelle que caiu durante uma tentativa de pouso de emergência no aeroporto de Mumbai em 12 de outubro de 1976, matando todas as 95 pessoas a bordo. A fadiga do metal em um compressor havia causado o estouro do motor, cortando as linhas de combustível e dando início a um incêndio no motor, deixando a aeronave fora de controle.

## O acidente
O voo 171 era um voo doméstico regular de passageiros de Bombaim (Mumbai) para Madras (Chennai). Uma aeronave da Boeing deveria fazer o voo, mas desenvolveu problemas no motor e foi substituída por um Sud Aviation Caravelle. Logo após a decolagem da pista 27, o voo 171 sofreu uma falha no motor nº 2. A tripulação do voo 171 voltou imediatamente para tentar um pouso de emergência na pista 09 do Aeroporto de Bombaim. Com seu trem de pouso baixado a aproximadamente 914 metros do final da pista e a uma altitude de 300 pés, a aeronave perdeu o controle e despencou no solo.Todos a bordo do voo 171 morreram no acidente.

## Causa
Uma rachadura por fadiga no disco de compressor causou uma falha na fonte de energia que foi seguida pelo rompimento da carcaça do compressor e o corte das linhas de combustível que abrangiam a estrutura. Isso causou um incêndio em voo no compartimento do motor. Acredita-se que o incêndio consumiu o suprimento de fluido hidráulico do Caravelle e foi a causa do descontrole da aeronave.

## Vítimas notáveis
A atriz indiana Rani Chandra morreu no acidente.